# Coppa Jean Niculescu 1915-1916
La Coppa Niculescu 1915-1916 è stata la settima edizione del campionato di calcio rumeno disputata tra il 6 marzo e il 15 maggio 1916 e vide la vittoria finale del Prahova Ploiești, al suo primo titolo.
Maggior successo ebbe una nuova edizione della Coppa Harwaster, che stavolta ebbe l'adesione di tutti i sei club dello scorso campionato federale, e vide la vittoria della Societatea Româno-Americană București.

## Formula
Il campionato, originariamente denominato Cupa Jean Luca P. Niculescu 1915-1916, fu disputato da quattro squadre con incontri di andata e ritorno.

## Avvenimenti
Le tre compagini di Bucarest si rifiutarono di recarsi a Ploiești per gli incontri casalinghi del Prahova perdendo così a tavolino e favorendo così la sua conquista del titolo. Non è noto il risultato tra Colentina e Colțea, comunque ininfluente ai fini della classifica.
Questo torneo fu l'ultimo prima che l'ingresso della Romania nella prima guerra mondiale con la conseguente invasione tedesca bloccasse lo sport nazionale fino alla fine del conflitto.

## Classifica finale
|  | Pos. | Squadra                | Pt | G | V | N | P | GF | GS | DR  |
|  | ---- | ---------------------- | -- | - | - | - | - | -- | -- | --- |
|  | 1.   | Prahova Ploiești       | 10 | 6 | 5 | 0 | 1 | 17 | 2  | +15 |
|  | 2.   | Bukarester FC          | 8  | 6 | 3 | 2 | 1 | 11 | 8  | +3  |
|  | 3.   | Colțea București       | 3  | 6 | 0 | 3 | 3 | 3  | 13 | -10 |
|  | 4.   | Colentina AC București | 1  | 6 | 0 | 1 | 5 | 4  | 15 | -11 |

Legenda:

      Campione 
Note:

Due punti a vittoria, uno a pareggio, zero a sconfitta.

### Verdetti
- Prahova Ploiești Campione di Romania 1916.

## Risultati
| Bucarest 6 marzo 1916 | Colentina AC București   | 3 – 6 | Bukarester FC | \| Arbitro: \| Mario Gebauer (Bucarest) \| |
| Arbitro:              | Mario Gebauer (Bucarest) |       |               |                                            |

| Bucarest 6 marzo 1916 | Colțea București  | 0 – 4 | Prahova Ploiești | \| Arbitro: \| Soutzo (Bucarest) \| |
| Arbitro:              | Soutzo (Bucarest) |       |                  |                                     |

| Bucarest 13 marzo 1916 | Colentina AC București | 0 – 1 | Prahova Ploiești | \| Arbitro: \| Cyril Hense (Bucarest) \| |
| Arbitro:               | Cyril Hense (Bucarest) |       |                  |                                          |

| Bucarest 13 marzo 1916 | Colțea București           | 1 – 1 | Bukarester FC | \| Arbitro: \| Theodor Davilla (Bucarest) \| |
| Arbitro:               | Theodor Davilla (Bucarest) |       |               |                                              |

| Bucarest 20 marzo 1916 | Bukarester FC              | 2 – 0 | Prahova Ploiești | \| Arbitro: \| Theodor Davilla (Bucarest) \| |
| Arbitro:               | Theodor Davilla (Bucarest) |       |                  |                                              |

| Bucarest 20 marzo 1916 | Colțea București | 1 – 1 | Colentina AC București |  |

| Bucarest 27 marzo 1916 | Colentina AC București   | 1 – 1 | Bukarester FC | \| Arbitro: \| Mario Gebauer (Bucarest) \| |
| Arbitro:               | Mario Gebauer (Bucarest) |       |               |                                            |

| Bucarest 15 maggio 1916 | Bukarester FC            | 1 – 1 | Colțea București | \| Arbitro: \| Mario Gebauer (Bucarest) \| |
| Arbitro:                | Mario Gebauer (Bucarest) |       |                  |                                            |